# Éric Palazzo
 (décembre 2020).
Si vous disposez d'ouvrages ou d'articles de référence ou si vous connaissez des sites web de qualité traitant du thème abordé ici, merci de compléter l'article en donnant les références utiles à sa vérifiabilité et en les liant à la section « Notes et références ».
Éric Palazzo, né le 4 mai 1963 à Antony, est un historien français spécialiste de l'histoire de la liturgie au Moyen Âge, membre senior de l'Institut universitaire de France depuis 2011. Auteur d'une thèse de doctorat sur les sacramentaires de Fulda (préparée à l'université de Paris X-Nanterre et soutenue en 1990) puis titulaire d'une habilitation à diriger des recherches sur l'illustration du pontifical au Moyen Âge (1997), il est depuis 1999 professeur d'histoire de l'art du Moyen Âge à l'université de Poitiers, où il a été le directeur du CESCM (Centre d'études supérieures de civilisation médiévale) de 2000 à 2007, après avoir été délégué de recherche au CNRS (2006-2007). De 1992 à 1999, il a été chargé de recherche au CNRS, rattaché à l'Institut de recherche et d'histoire des textes. En 2006-2007, il a été Senior scholar au Getty Research Institute de la fondation Getty à Los Angeles.

## Publications
Ouvrages
- Histoire des livres liturgiques : Le Moyen Âge, des origines au XIIIe siècle, Paris, 1993.
- Le Moyen Âge, Des origines au XIIIe siècle, préface de Pierre-Marie Gy, o.p., Beauchesne, « Histoire des livres liturgiques », 1993 Extraits en ligne
- Les Sacramentaires de Fulda : Étude sur l’iconographie et la liturgie à l’époque ottonienne, « Liturgiewissenschaftliche Quellen und Forschungen » Band 77, Münster, 1994.
- L’Évêque et son image : L’illustration du pontifical au Moyen Âge, Brepols, 1999.
- La Liturgie dans la société médiévale, Aubier, 2000.
- L’Espace rituel et le sacré dans le christianisme : La liturgie de l’autel portatif dans l’Antiquité et au Moyen Âge, Turnhout, 2008.
- L'invention chrétienne des cinq sens dans la liturgie et l'art au Moyen Âge, Paris, Éditions du Cerf, 2014.
- Peindre c'est prier. Anthropologie de la prière chrétienne, Paris, Editions du Cerf, 2016.

Livres écrits en collaboration
- En collaboration avec Michel Parisse et Monique Paulmier-Foucart, Une bibliothèque monastique (IXe – XIIe siècles) : Abbaye impériale de Wissembourg, Catalogue d’exposition, Wissembourg-Strasbourg, 1991.
- En collaboration avec Anselme Davril o.s.b., La Vie des moines au temps des grandes abbayes, Xe – XIIIe siècles, Hachette Littératures, 2000.
- En collaboration avec Jacques Le Goff, Jean-Claude Bonne et M.-C. Colette, Le Sacre royal au temps de saint Louis, Gallimard, 2001.
- En collaboration avec P. Riché, J.-P. Caillet, D. Gaborit-Chopin, L’Europe de l’an mil, Zodiaque, 2001.
- En collaboration avec le Pierre-Marie Gy, N.K. Rasmussen, Les Pontificaux du haut Moyen Âge : Genèse du livre liturgique de l’évêque, Louvain, 1998.